# Lista regilor Ungariei
Aceasta este o listă a regilor Ungariei, care conține marii principi (895–1000 d.C.), precum regii și reginele conducătoare din perioada 1000–1918.

## Regatul Ungariei(1001-1526)
| Nume | Domnie               | Remarci |
| --- | -------------------- | --- |
| Dinastia arpadiană |                      | |
| Álmos | născut 820           | |
| Árpád | 895–907              | fiul lui Álmos |
| Interregnum: 907-947: Tarhos, Levente, Zoltan/Zsolt |                      | |
| Fajsz/Falicsi | 947–950              | |
| Taksony | 955–972              | fiul lui Zoltan |
| Géza | 972–997              | fiul lui Taksony |
| Ștefan I al Ungariei (Vajk/István) | 997–1001             | fiul lui Géza |
| Ștefan I este încoronat ca rege. Este creat oficial Regatul Ungariei. |                      | |
| Ștefan I al Ungariei | 1001–1038            | fiul lui Géza |
| Petru Venețianul | 1038–1041, 1044–1046 | fiul surorii lui Ștefan I |
| Sámuel Aba | 1041–1044            | soțul fiicei lui Géza |
| Domoslav | 1042                 | împotriva regelui; din familia Árpád                                                                                           |
| Andrei I | 1046–1060            | strănepotul lui Taksony |
| Bela I | 1060–1063            | fratele lui Andrei I |
| Solomon | 1063–1074            | fiul lui Andrei I |
| Géza I | 1074–1077            | fiul lui Béla I |
| Ladislau I cel Sfânt | 1077–1095            | fiul lui Béla I |
| Coloman Cărturarul | 1095–1116            | fiul lui Géza I |
| Ștefan al II-lea | 1116–1131            | fiul lui Coloman Cărturarul |
| Béla al II-lea | 1131–1141            | nepotul lui Géza I |
| Géza al II-lea | 1141–1162            | fiul lui Béla al II-lea. |
| Ștefan al III-lea | 1162–1172            | fiul lui Géza al II-lea. |
| Ladislau al II-lea | 1162–1163            | împotriva regelui; fiul lui Béla al II-lea.                                                                                    |
| Ștefan al IV-lea | 1163                 | împotriva regelui; fiul lui Béla al II-lea.                                                                                    |
| Béla al III-lea | 1172–1196            | fiul lui Géza al II-lea. |
| Emeric (Imre) | 1196–1204            | fiul lui Béla al III-lea. |
| Ladislau al III-lea | 1204–1205            | fiul lui Emeric |
| Andrei al II-lea | 1205–1235            | fiul lui Béla al III-lea |
| Béla al IV-lea | 1235–1270            | fiul lui Andrei al II-lea. |
| Ștefan al V-lea | 1270–1272            | fiul lui Béla al IV-lea. |
| Ladislau al IV-lea (Cumanul) | 1272–1290            | fiul lui Ștefan al V-lea. |
| Andrei al III-lea (Venețianul) | 1290–1301            | nepotul lui Andrei al II-lea, ultimul membru al Casei arpadiene.                                                               |
| \| „Interregnum” (legitimația lor e discutata ) erau denumiți Regii mici: Matei, Amadeus Aba, Roland Borșa, Henric, Ladislau Kán al II-lea, Ștefan Babonič, etc. \| \| \| \| Venceslau al III-lea \| 1301–1305 \| din Dinastia Premysliden, totodată rege al Boemiei și rege titular al Poloniei (1305–1306). \| \| Otto al III-lea de Bavaria \| 1305–1308 \| din Casa de Wittelsbach. Duce al Bavariei Inferioare (1290-1312). \| |                      | |
| Dinastia de Anjou |                      | |
| Carol I Robert de Anjou | 1301/1308-1342       | din Casa de Anjou. În 1301 l-au încoronat, numai din 1308 a putut să o pună în practică.                                       |
| |                      | Moștenește tronul prin bunica Maria, fiica lui Ștefan al V-lea, căsătorită cu Carol al II-lea de Anjou.                        |
| Ludovic I de Anjou | 1342–1382            | fiul lui Carol Robert de Anjou, din 1370 și rege al Poloniei.                                                                  |
| |                      | Are două fete: Maria și Hedviga                                                                                                |
| Maria d'Anjou | 1382–1385 1386–1395  | fiica lui Ludovic I de Anjou, eventual numai până în 1387, s-a măritat cu Sigismund de Luxemburg.                              |
| Carol al II-lea cel Scurt | 1385–1386            | rege în Napole (1381–1386) |
| dinastiile de: Luxemburg, Habsburg, Iagello și Hunyadi. |                      | |
| Sigismund de Luxemburg | 1387–1437            | soțul Mariei; rege al Boemiei (1420–1437), împărat romano-german (1433–1437)                                                   |
| Albert de Habsburg | 1437–1439            | Rege al Boemiei și împărat romano-german (1438-1439). Duce al Austriei (1404-1439).                                            |
| |                      | Căsătorit cu Elisabeta, fiica Mariei și a lui Sigismund de Luxemburg.                                                          |
| Interregnum: 1439-1440: Disputat între Vladislav I și Ladislau al V-lea; Elisabeta de Luxemburg a fost regentă. |                      | |
| Vladislav al III-lea Iagello, rege al Poloniei (1434–1444) și al Ungariei, sub numele de Vladislav I Iagello | 1440–1444            | a murit în Bătălia de la Varna.                                                                                                |
| |                      | Era fiul regelui polonez Vladislav al II-lea Iagello cu Hedviga (cea de a doua fiică a lui Sigismund de Luxemburg și a Mariei) |
| Ladislau al V-lea (Postumul) de Habsburg | 1440/1444–1457       | fiul lui Albert. Recunoscut ca rege din (1453-1457).                                                                           |
| |                      | Albert de Habsburg și Elisabeta de Luxemburg                                                                                   |
| Ioan de Hunedoara Regent al Ungariei în numele lui Ladislau Postumul | 1446-1453            | Ban al Severinului (1438-1441) și voievod al Transilvaniei (1441-1446).                                                        |
| Matia Corvin | 1458–1490            | fiul lui Ioan de Hunedoara |
| Dinastia Iagello și familia Zápolya |                      | |
| Vladislav al II-lea Iagello | 1490–1516            | nepotul lui Albert; rege al Boemiei (1471-1516).                                                                               |
| |                      | Fiul lui Cazimir al IV-le Iagello căsătorit cu Elisabeta (fiica lui Vladislav al II-lea Iagello și a Hedvigăi)                 |
| Ludovic al II-lea Iagello | 1516–1526            | fiul lui Vladislav al II-lea Iagello, a murit în Bătălia de la Mohács (1526).                                                  |
| |                      | Căsătorit cu Maria de Habsburg.                                                                                                |
| Ioan I Zápolya | 1526-1540            | Principe al Transilvaniei între ani (1510-1526)                                                                                |
| Ioan Sigismund Zápolya | 1540-1570            | Principe al Transilvaniei între ani (1570-1571)                                                                                |
| „Interregnum” (legitimația lor e discutata ) erau denumiți Regii mici: Matei, Amadeus Aba, Roland Borșa, Henric, Ladislau Kán al II-lea, Ștefan Babonič, etc. |                      | |
| Venceslau al III-lea | 1301–1305            | din Dinastia Premysliden, totodată rege al Boemiei și rege titular al Poloniei (1305–1306).                                    |
| Otto al III-lea de Bavaria | 1305–1308            | din Casa de Wittelsbach. Duce al Bavariei Inferioare (1290-1312).                                                              |

| „Interregnum” (legitimația lor e discutata ) erau denumiți Regii mici: Matei, Amadeus Aba, Roland Borșa, Henric, Ladislau Kán al II-lea, Ștefan Babonič, etc. |           |                                                                                             |
| Venceslau al III-lea | 1301–1305 | din Dinastia Premysliden, totodată rege al Boemiei și rege titular al Poloniei (1305–1306). |
| Otto al III-lea de Bavaria | 1305–1308 | din Casa de Wittelsbach. Duce al Bavariei Inferioare (1290-1312).                           |

| Nume                                        | Domnie    | Remarci                                                                         |
| ------------------------------------------- | --------- | ------------------------------------------------------------------------------- |
| Regi ai Ungariei și împărați romano-germani |           |                                                                                 |
| Casa de Habsburg                            |           |                                                                                 |
| Ferdinand I                                 | 1526–1564 | fiul lui Filip I (Spania); rege al Boemiei și împărat romano-german (1554-1564) |
|                                             |           | Căsătorit cu Anna Iagello, fiica lui Vladislav al II-lea Iagello                |
| Maximilian al II-lea                        | 1564–1576 | fiul lui Ferdinand I                                                            |
| Rudolf al II-lea                            | 1576–1608 | fiul lui Maximilian                                                             |
| Matia I                                     | 1608–1619 | fiul lui Maximilan                                                              |
| Ferdinand al II-lea                         | 1619–1637 | nepotul lui Ferdinand I                                                         |
| Ferdinand al III-lea                        | 1637–1657 | fiul lui Ferdinand al II-lea                                                    |
| Leopold I                                   | 1657–1705 | fiul lui Ferdinand al III-lea                                                   |

| Francisc Rákóczi al II-lea a condus lupta de independență a Ungariei și Transilvaniei (1703–1711) față de dominația habsburgică. A fost ales ca domnitor în (1705). La Ónod, în Parlament, în 1707 a declarat detronarea regilor din dinastia habsburgică. |

| Nume                                        | Domnie    | Remarci                                                                         |
| ------------------------------------------- | --------- | ------------------------------------------------------------------------------- |
| Regi ai Ungariei și împărați romano-germani |           |                                                                                 |
| Casa de Habsburg                            |           |                                                                                 |
| Ferdinand I                                 | 1526–1564 | fiul lui Filip I (Spania); rege al Boemiei și împărat romano-german (1554-1564) |
|                                             |           | Căsătorit cu Anna Iagello, fiica lui Vladislav al II-lea Iagello                |
| Maximilian al II-lea                        | 1564–1576 | fiul lui Ferdinand I                                                            |
| Rudolf al II-lea                            | 1576–1608 | fiul lui Maximilian                                                             |
| Matia I                                     | 1608–1619 | fiul lui Maximilan                                                              |
| Ferdinand al II-lea                         | 1619–1637 | nepotul lui Ferdinand I                                                         |
| Ferdinand al III-lea                        | 1637–1657 | fiul lui Ferdinand al II-lea                                                    |
| Leopold I                                   | 1657–1705 | fiul lui Ferdinand al III-lea                                                   |

| Francisc Rákóczi al II-lea a condus lupta de independență a Ungariei și Transilvaniei (1703–1711) față de dominația habsburgică. A fost ales ca domnitor în (1705). La Ónod, în Parlament, în 1707 a declarat detronarea regilor din dinastia habsburgică. |

| Nume                                        | Domnie    | Remarci                                                                         |
| ------------------------------------------- | --------- | ------------------------------------------------------------------------------- |
| Regi ai Ungariei și împărați romano-germani |           |                                                                                 |
| Casa de Habsburg                            |           |                                                                                 |
| Ferdinand I                                 | 1526–1564 | fiul lui Filip I (Spania); rege al Boemiei și împărat romano-german (1554-1564) |
|                                             |           | Căsătorit cu Anna Iagello, fiica lui Vladislav al II-lea Iagello                |
| Maximilian al II-lea                        | 1564–1576 | fiul lui Ferdinand I                                                            |
| Rudolf al II-lea                            | 1576–1608 | fiul lui Maximilian                                                             |
| Matia I                                     | 1608–1619 | fiul lui Maximilan                                                              |
| Ferdinand al II-lea                         | 1619–1637 | nepotul lui Ferdinand I                                                         |
| Ferdinand al III-lea                        | 1637–1657 | fiul lui Ferdinand al II-lea                                                    |
| Leopold I                                   | 1657–1705 | fiul lui Ferdinand al III-lea                                                   |

| Francisc Rákóczi al II-lea a condus lupta de independență a Ungariei și Transilvaniei (1703–1711) față de dominația habsburgică. A fost ales ca domnitor în (1705). La Ónod, în Parlament, în 1707 a declarat detronarea regilor din dinastia habsburgică. |

| Nume                                        | Domnie    | Remarci                                                                         |
| ------------------------------------------- | --------- | ------------------------------------------------------------------------------- |
| Regi ai Ungariei și împărați romano-germani |           |                                                                                 |
| Casa de Habsburg                            |           |                                                                                 |
| Ferdinand I                                 | 1526–1564 | fiul lui Filip I (Spania); rege al Boemiei și împărat romano-german (1554-1564) |
|                                             |           | Căsătorit cu Anna Iagello, fiica lui Vladislav al II-lea Iagello                |
| Maximilian al II-lea                        | 1564–1576 | fiul lui Ferdinand I                                                            |
| Rudolf al II-lea                            | 1576–1608 | fiul lui Maximilian                                                             |
| Matia I                                     | 1608–1619 | fiul lui Maximilan                                                              |
| Ferdinand al II-lea                         | 1619–1637 | nepotul lui Ferdinand I                                                         |
| Ferdinand al III-lea                        | 1637–1657 | fiul lui Ferdinand al II-lea                                                    |
| Leopold I                                   | 1657–1705 | fiul lui Ferdinand al III-lea                                                   |

| Francisc Rákóczi al II-lea a condus lupta de independență a Ungariei și Transilvaniei (1703–1711) față de dominația habsburgică. A fost ales ca domnitor în (1705). La Ónod, în Parlament, în 1707 a declarat detronarea regilor din dinastia habsburgică. |

| Revoluția și lupta pentru independență, 1848-1849. La 14 aprilie 1849, la Debrecen în Parlament s-a pronunțat în mod oficial înlăturarea de la conducere a regilor din dinastia habsburgică în Ungaria. Lajos Kossuth a fost ales guvernator. |

| Nume                                        | Domnie    | Remarci                                                                         |
| ------------------------------------------- | --------- | ------------------------------------------------------------------------------- |
| Regi ai Ungariei și împărați romano-germani |           |                                                                                 |
| Casa de Habsburg                            |           |                                                                                 |
| Ferdinand I                                 | 1526–1564 | fiul lui Filip I (Spania); rege al Boemiei și împărat romano-german (1554-1564) |
|                                             |           | Căsătorit cu Anna Iagello, fiica lui Vladislav al II-lea Iagello                |
| Maximilian al II-lea                        | 1564–1576 | fiul lui Ferdinand I                                                            |
| Rudolf al II-lea                            | 1576–1608 | fiul lui Maximilian                                                             |
| Matia I                                     | 1608–1619 | fiul lui Maximilan                                                              |
| Ferdinand al II-lea                         | 1619–1637 | nepotul lui Ferdinand I                                                         |
| Ferdinand al III-lea                        | 1637–1657 | fiul lui Ferdinand al II-lea                                                    |
| Leopold I                                   | 1657–1705 | fiul lui Ferdinand al III-lea                                                   |

| Francisc Rákóczi al II-lea a condus lupta de independență a Ungariei și Transilvaniei (1703–1711) față de dominația habsburgică. A fost ales ca domnitor în (1705). La Ónod, în Parlament, în 1707 a declarat detronarea regilor din dinastia habsburgică. |

| Nume                                        | Domnie    | Remarci                                                                         |
| ------------------------------------------- | --------- | ------------------------------------------------------------------------------- |
| Regi ai Ungariei și împărați romano-germani |           |                                                                                 |
| Casa de Habsburg                            |           |                                                                                 |
| Ferdinand I                                 | 1526–1564 | fiul lui Filip I (Spania); rege al Boemiei și împărat romano-german (1554-1564) |
|                                             |           | Căsătorit cu Anna Iagello, fiica lui Vladislav al II-lea Iagello                |
| Maximilian al II-lea                        | 1564–1576 | fiul lui Ferdinand I                                                            |
| Rudolf al II-lea                            | 1576–1608 | fiul lui Maximilian                                                             |
| Matia I                                     | 1608–1619 | fiul lui Maximilan                                                              |
| Ferdinand al II-lea                         | 1619–1637 | nepotul lui Ferdinand I                                                         |
| Ferdinand al III-lea                        | 1637–1657 | fiul lui Ferdinand al II-lea                                                    |
| Leopold I                                   | 1657–1705 | fiul lui Ferdinand al III-lea                                                   |

| Francisc Rákóczi al II-lea a condus lupta de independență a Ungariei și Transilvaniei (1703–1711) față de dominația habsburgică. A fost ales ca domnitor în (1705). La Ónod, în Parlament, în 1707 a declarat detronarea regilor din dinastia habsburgică. |

| Nume                                        | Domnie    | Remarci                                                                         |
| ------------------------------------------- | --------- | ------------------------------------------------------------------------------- |
| Regi ai Ungariei și împărați romano-germani |           |                                                                                 |
| Casa de Habsburg                            |           |                                                                                 |
| Ferdinand I                                 | 1526–1564 | fiul lui Filip I (Spania); rege al Boemiei și împărat romano-german (1554-1564) |
|                                             |           | Căsătorit cu Anna Iagello, fiica lui Vladislav al II-lea Iagello                |
| Maximilian al II-lea                        | 1564–1576 | fiul lui Ferdinand I                                                            |
| Rudolf al II-lea                            | 1576–1608 | fiul lui Maximilian                                                             |
| Matia I                                     | 1608–1619 | fiul lui Maximilan                                                              |
| Ferdinand al II-lea                         | 1619–1637 | nepotul lui Ferdinand I                                                         |
| Ferdinand al III-lea                        | 1637–1657 | fiul lui Ferdinand al II-lea                                                    |
| Leopold I                                   | 1657–1705 | fiul lui Ferdinand al III-lea                                                   |

| Francisc Rákóczi al II-lea a condus lupta de independență a Ungariei și Transilvaniei (1703–1711) față de dominația habsburgică. A fost ales ca domnitor în (1705). La Ónod, în Parlament, în 1707 a declarat detronarea regilor din dinastia habsburgică. |

| Nume                                        | Domnie    | Remarci                                                                         |
| ------------------------------------------- | --------- | ------------------------------------------------------------------------------- |
| Regi ai Ungariei și împărați romano-germani |           |                                                                                 |
| Casa de Habsburg                            |           |                                                                                 |
| Ferdinand I                                 | 1526–1564 | fiul lui Filip I (Spania); rege al Boemiei și împărat romano-german (1554-1564) |
|                                             |           | Căsătorit cu Anna Iagello, fiica lui Vladislav al II-lea Iagello                |
| Maximilian al II-lea                        | 1564–1576 | fiul lui Ferdinand I                                                            |
| Rudolf al II-lea                            | 1576–1608 | fiul lui Maximilian                                                             |
| Matia I                                     | 1608–1619 | fiul lui Maximilan                                                              |
| Ferdinand al II-lea                         | 1619–1637 | nepotul lui Ferdinand I                                                         |
| Ferdinand al III-lea                        | 1637–1657 | fiul lui Ferdinand al II-lea                                                    |
| Leopold I                                   | 1657–1705 | fiul lui Ferdinand al III-lea                                                   |

| Francisc Rákóczi al II-lea a condus lupta de independență a Ungariei și Transilvaniei (1703–1711) față de dominația habsburgică. A fost ales ca domnitor în (1705). La Ónod, în Parlament, în 1707 a declarat detronarea regilor din dinastia habsburgică. |

| Revoluția și lupta pentru independență, 1848-1849. La 14 aprilie 1849, la Debrecen în Parlament s-a pronunțat în mod oficial înlăturarea de la conducere a regilor din dinastia habsburgică în Ungaria. Lajos Kossuth a fost ales guvernator. |

| Epoca după Carol al IV-lea. La 13 noiembrie 1918 Carol al IV-lea a abdicat. La 16 noiembrie, la Budapesta s-a înființat Republica Populară Maghiară. După revoluția Mijă-de-toamnă, nereușită, la data de 21 martie 1919, puterea în Ungaria este preluată de comuniști, conduși de Béla Kun, la 6-7 august Kun fuge în Austria învins de Armata română, apoi regimul horthyst vine la putere. În 1 martie 1920, Miklós Horthy este ales ca guvernator al Ungariei. În august 1944 Horthy l-a demisionat pe Döme Sztójay, și l-a numit pe Géza Lakatos prim ministru. În 15 octombrie 1944, Adolf Hitler a ocupat Ungaria, și l-a adus la putere pe Ferenc Szálasi conducătorul unic totalitar. |

| Ungaria                            | Transilvania             | Budapesta                | Listă de orașe din Ungaria              |
| ---------------------------------- | ------------------------ | ------------------------ | --------------------------------------- |
| Listă de conducători ai Ungariei   | Julius Jacob von Haynau  | Zoltán Tildy             | Francisc Iosif                          |
| Listă de prim-miniștri ai Ungariei | Carol I al Austriei      | Elisabeta de Wittelsbach | Ștefan I al Ungariei                    |
| Lajos Kossuth                      | Papa Silvestru al II-lea | Szilágyi Mihály          | Miklós Horthy                           |
| Ferenc Szálasi                     | Sándor Petőfi            | Cei 13 de la Arad        | István Széchenyi                        |
| Președinte                         | Armata Română            | Mihály Károlyi           | Imperiul Austro-Ungar                   |
| István Tisza                       | Döme Sztójay             | Pál Teleki               | Gyula Gömbös                            |
| Edvard Beneš                       | Imre Nagy                | István Bethlen           | Arhiduce Francisc Ferdinand al Austriei |
| Gyula Károlyi                      | Géza Lakatos             | Otto Skorzeny            | Dezső Pattantyús-Ábrahám                |

|}|}|}|}|}
|}
|}